# Nyctemera cenis
Nyctemera cenis är en fjärilsart som beskrevs av Pieter Cramer 1777. Nyctemera cenis ingår i släktet Nyctemera och familjen björnspinnare. Inga underarter finns listade i Catalogue of Life.

## Bildgalleri

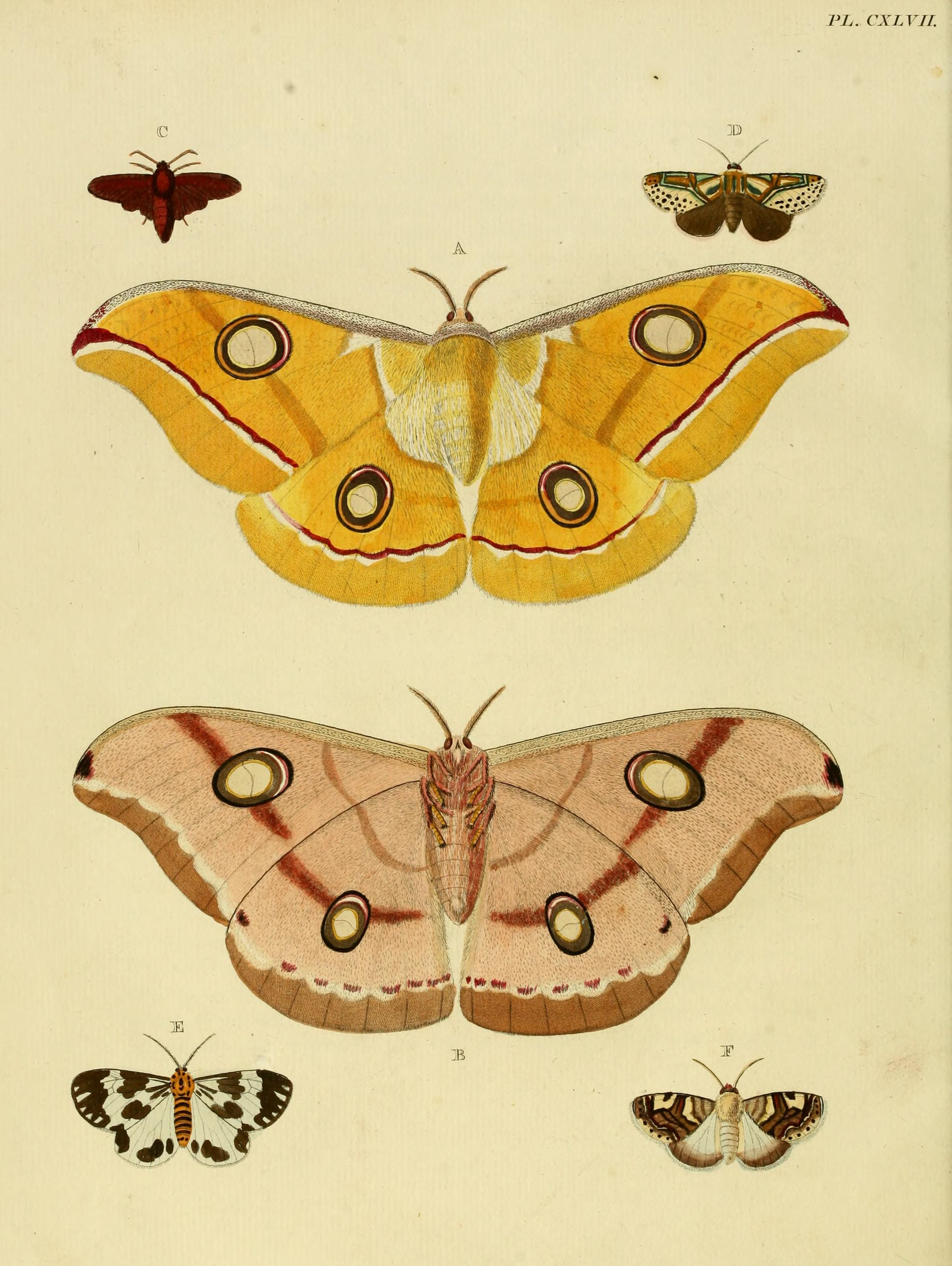